# Volk und Scholle
Volk und Scholle. Heimatblätter für beide Hessen, Nassau und Frankfurt am Main war die Verbandszeitschrift des Hessischen Verkehrsverbandes und wurde mit Unterstützung des Verbandes der Hessischen Geschichts- und Altertumsvereine herausgegeben. Sie erschien von Juli 1922 bis 1943 (21. Jahrgang) sowie von 1950 bis 1953 (25. Jahrgang). Schriftleiter von 1932 bis 1934 war Ludwig Clemm.